# マーヴィン・ケリー
マーヴィン・ケリー(Mervin Joe Kelly、1895年2月14日 - 1971年3月18日)はアメリカ合衆国の物理学者。

## 来歴
1895年にミズーリ州プリンストンで生まれた。1914年にミズーリ鉱山学校で物理学の学位を取得した。1918年から1925年までウェスタン・エレクトリックに勤務した。ベル研究所ではウィリアム・ショックレー達を招聘してトランジスタの開発を推進した。彼自身は物理学者としての業績はそれほど大きなものではなかったが、優れた人材を集めて研究開発を進めた。

## 受賞歴
- 1954年 - IRIメダル
- 1959年 - ジョン・フリッツ・メダル
- 1961年 - フーバー・メダル

## 著書
- Kelly, Mervin Joe. The first five years of the transistor. American Telephone and Telegraph Company, 1953.

## 論文
- Kelly, Mervin Joe. "The Valency of Photo-Electrons and the Photo-Electric Properties of Some Insulators." Physical Review 16.4 (1920): 260.
- Kelly, Mervin Joe. Clinton Joseph Davisson, 1881-1958: A Biographical Memoir. National Academy of sciences of the United States, 1962.